# Trofeo Bravo
Die Trofeo Bravo war eine bis 2015 von der italienischen Fachzeitschrift Il Guerin Sportivo vergebene Auszeichnung für den besten Fußball-Nachwuchsspieler Europas. Emilio Butragueño und Ronaldo sind die einzigen, die zweimal ausgezeichnet wurden.

## Geschichte
Der Preis wurde von 1978 bis 2015 vergeben. Waren bis 1992 nur Spieler unter 23 Jahren, die in einem der drei Europapokalwettbewerbe aufliefen, so war anschließend jeder Spieler unter 21 Jahren, der in einer der europäischen Ligen spielte, teilnahmeberechtigt.
Vergleichbar ist der Preis mit der seit 2003 vergebenen Auszeichnung Golden Boy der Zeitschrift Tuttosport.

## Bisherige Titelträger
| Jahr | Spieler              | Verein               |
| ---- | -------------------- | -------------------- |
| 1978 | Jimmy Case           | FC Liverpool         |
| 1979 | Garry Birtles        | Nottingham Forest    |
| 1980 | Hansi Müller         | VfB Stuttgart        |
| 1981 | John Wark            | Ipswich Town         |
| 1982 | Gary Shaw            | Aston Villa          |
| 1983 | Massimo Bonini       | Juventus Turin       |
| 1984 | Ubaldo Righetti      | AS Rom               |
| 1985 | Emilio Butragueño    | Real Madrid          |
| 1986 | Emilio Butragueño    | Real Madrid          |
| 1987 | Marco van Basten     | Ajax Amsterdam       |
| 1988 | Eli Ohana            | KV Mechelen          |
| 1989 | Paolo Maldini        | AC Mailand           |
| 1990 | Roberto Baggio       | AC Florenz           |
| 1991 | Robert Prosinečki    | Roter Stern Belgrad  |
| 1992 | Pep Guardiola        | FC Barcelona         |
| 1993 | Ryan Giggs           | Manchester United    |
| 1994 | Christian Panucci    | AC Mailand           |
| 1995 | Patrick Kluivert     | Ajax Amsterdam       |
| 1996 | Alessandro Del Piero | Juventus Turin       |
| 1997 | Ronaldo              | FC Barcelona         |
| 1998 | Ronaldo              | Inter Mailand        |
| 1999 | Gianluigi Buffon     | AC Parma             |
| 2000 | Iker Casillas        | Real Madrid          |
| 2001 | Owen Hargreaves      | FC Bayern München    |
| 2002 | Christoph Metzelder  | Borussia Dortmund    |
| 2003 | Wayne Rooney         | FC Everton           |
| 2004 | Cristiano Ronaldo    | Manchester United    |
| 2005 | Arjen Robben         | FC Chelsea           |
| 2006 | Cesc Fàbregas        | FC Arsenal           |
| 2007 | Lionel Messi         | FC Barcelona         |
| 2008 | Karim Benzema        | Olympique Lyon       |
| 2009 | Sergio Busquets      | FC Barcelona         |
| 2010 | Thomas Müller        | FC Bayern München    |
| 2011 | Eden Hazard          | OSC Lille            |
| 2012 | Marco Verratti       | Delfino Pescara 1936 |
| 2013 | Isco                 | FC Málaga            |
| 2014 | Paul Pogba           | Juventus Turin       |
| 2015 | Domenico Berardi     | US Sassuolo Calcio   |